# Golfpokal 1988
Die neunte Ausgabe des Golfpokals fand vom 2. bis zum 18.  März 1988 in der saudi-arabischen Hauptstadt Riad statt. Der Irak gewann seinen dritten von bisher drei Titeln.

## Teilnehmer
- Irak
- Kuwait
- Bahrain
- Katar
- Oman
- Saudi-Arabien
- Vereinigte Arabische Emirate

## Spielort
- König-Fahd-Stadion, Riad, Saudi-Arabien

## Modus
Die sieben Mannschaften traten alle gegeneinander an, die Mannschaft mit den meisten Punkten gewann das Turnier, sollte nach sechs Spieltagen zwischen zwei Mannschaften Punktgleichheit herrschen, musste ein Entscheidungsspiel den Sieger feststellen. Direkter Vergleich und Tordifferenz galten nicht.

## Abschlusstabelle
| Pl. | Land          | Sp. | S | U | N | Tore    | Diff. | Punkte |
| --- | ------------- | --- | - | - | - | ------- | ----- | ------ |
| 1.  | Irak          | 6   | 4 | 2 | 0 | 008:100 | +7    | 14     |
| 2.  | V. A. E.      | 6   | 3 | 2 | 1 | 007:400 | +3    | 11     |
| 3.  | Saudi-Arabien | 6   | 2 | 3 | 1 | 005:400 | +1    | 09     |
| 4.  | Bahrain       | 6   | 3 | 0 | 3 | 004:400 | ±0    | 09     |
| 5.  | Kuwait        | 6   | 1 | 2 | 3 | 003:400 | −1    | 05     |
| 6.  | Katar         | 6   | 1 | 2 | 3 | 004:800 | −4    | 05     |
| 7.  | Oman          | 6   | 1 | 1 | 4 | 003:900 | −6    | 04     |

## Statistik
- Bester Spieler: Habib Jaafar (Irak)
- Bester Torwart: Yousif Obaid (Oman)
- Beste Torschützen: Ahmed Radhi (Irak) und  Zuhair Bakhit (V.A.E.)